# Jerzy Rybiński

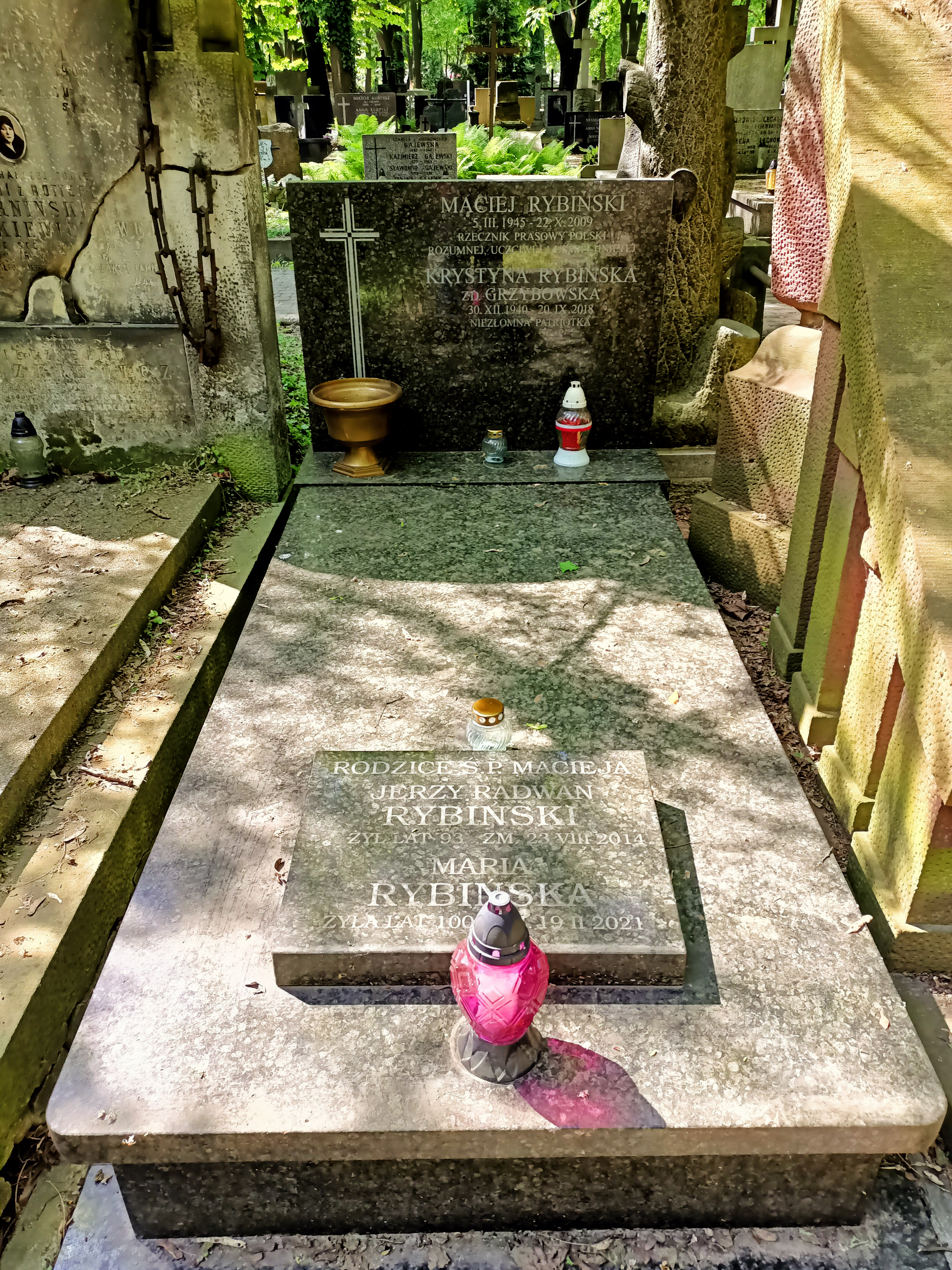
Grób Jerzego Radwana Rybińskiego na Cmentarzu Powązkowskm

Jerzy Rybiński (ur. 20 czerwca 1921, zm. 23 sierpnia 2014 w Warszawie) – polski działacz i dziennikarz sportowy. Wiceprezes Polskiego Związku Lekkiej Atletyki (PZLA) i członek zarządu Polskiego Związku Piłki Nożnej (PZPN).
W czasie okupacji niemieckiej, w okresie II wojny światowej był redaktorem czasopism „Płomień Szkolny” i „Młody Las”, a także autorem sprawozdań z okupacyjnych meczów piłki nożnej. Po wojnie piastował funkcję kierownika działu sportowego „Głosu Pracy” oraz redaktora naczelnego miesięcznika „Dysk Olimpijski” – Polskiego Komitetu Olimpijskiego. W czasie swojej kariery dziennikarskiej był również sekretarzem redakcji „Przeglądu Sportowego” i dziennikarzem „Piłki Nożnej”.

## Wybrane odznaczenia
- Krzyż Kawalerski Orderu Odrodzenia Polski
- Krzyż Oficerski Orderu Odrodzenia Polski